# Kanadská pila

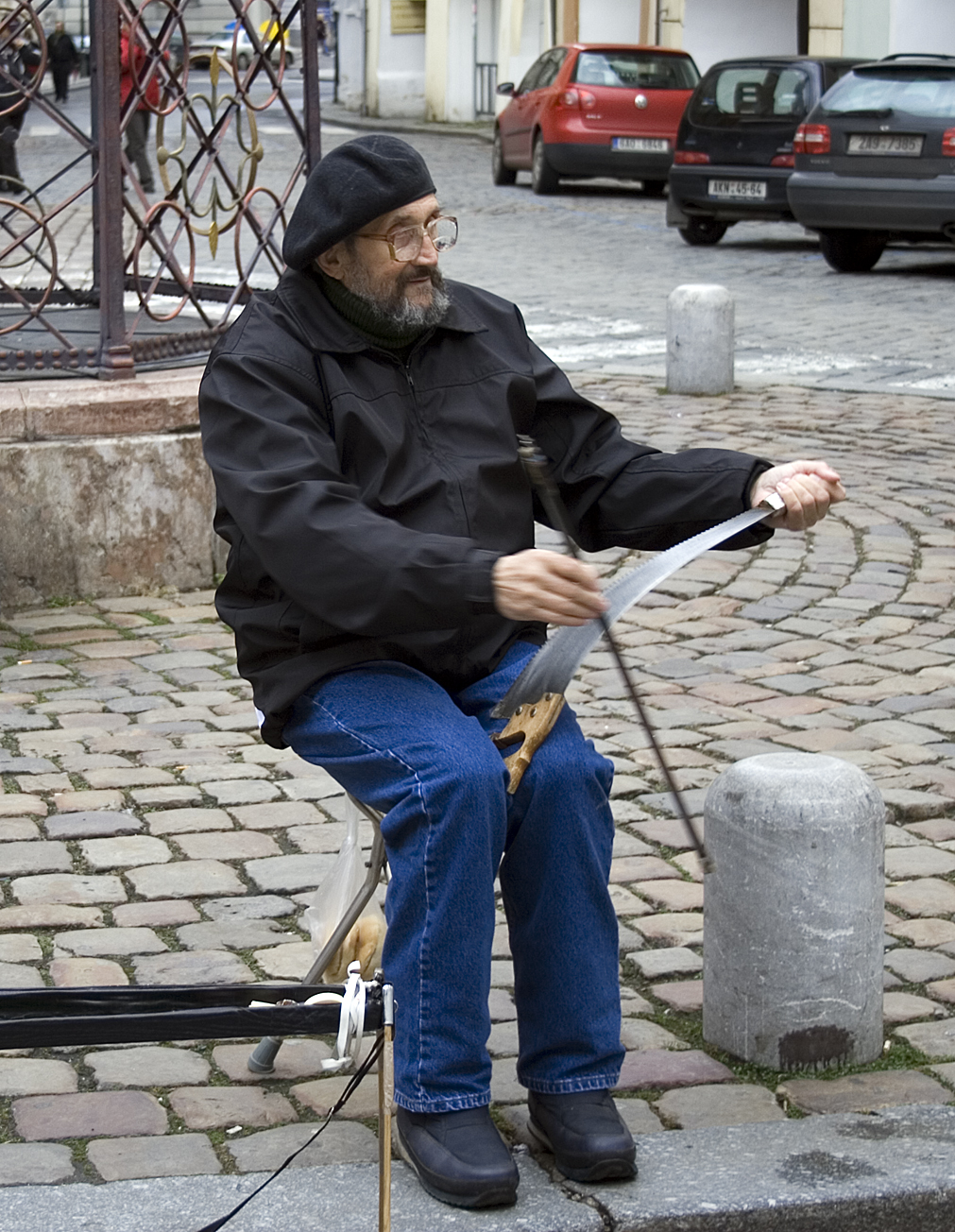
Busker hrající na hudební pilu v Praze

Kanadská pila (anglicky musical saw) je pila uzpůsobená na hraní hudby. Při hraní hráč pilu drží mezi nohama a druhý konec levou rukou (obvykle). Pila se rozeznívá třením smyčce o hranu pily. Výška tónů se ovlivňuje zakřivováním pily.